# Federația Regală Spaniolă de Fotbal
Federația Regală Spaniolă de Fotbal (spaniolă Real Federación Española de Fútbol; RFEF) este forul conducător oficial al fotbalului în Spania. Este afiliată la FIFA din 1914 și la UEFA din 1954. Se ocupă cu administrarea echipelor naționale de fotbal ale Spaniei, dar și cu organizarea principalelor campionate de fotbal inter-cluburi din țară.